# CIB3
CIB3 (англ. Calcium and integrin binding family member 3) – білок, який кодується однойменним геном, розташованим у людей на короткому плечі 19-ї хромосоми. Довжина поліпептидного ланцюга білка становить 187 амінокислот, а молекулярна маса — 21 802.
| 10         |  | 20         |  | 30         |  | 40         |  | 50         |
| ---------- |  | ---------- |  | ---------- |  | ---------- |  | ---------- |
| MGNKQTVFTH |  | EQLEAYQDCT |  | FFTRKEIMRL |  | FYRYQDLAPQ |  | LVPLDYTTCP |
| DVKVPYELIG |  | SMPELKDNPF |  | RQRIAQVFSE |  | DGDGHMTLDN |  | FLDMFSVMSE |
| MAPRDLKAYY |  | AFKIYDFNND |  | DYICAWDLEQ |  | TVTKLTRGGL |  | SAEEVSLVCE |
| KVLDEADGDH |  | DGRLSLEDFQ |  | NMILRAPDFL |  | STFHIRI    |  |            |

A: Аланін

C: Цистеїн

D: Аспарагінова кислота

E: Глутамінова кислота

F: Фенілаланін

G: Гліцин

H: Гістидин

I: Ізолейцин

K: Лізин

L: Лейцин

M: Метіонін

N: Аспарагін

P: Пролін

Q: Глутамін

R: Аргінін

S: Серин

T: Треонін

V: Валін

W: Триптофан

Задіяний у такому біологічному процесі, як альтернативний сплайсинг. 
Білок має сайт для зв'язування з іонами металів, іоном кальцію, іоном магнію. 